# نيفيل غلوفر
نيفيل غلوفر (بالإنجليزية: Neville Glover)‏ هو لاعب دوري الرغبي أسترالي، ولد في 22 يوليو 1955.